# Хорватович, Джура
Джура Хорватович (серб. Ђура Хорватовић; 17 января 1835, Нова Градишка — 28 февраля (12 марта) 1895, Белград, Королевство Сербия) — сербский генерал и министр вооружённых сил.
Из австрийской армии в звании лейтенанта, Джура перевелся в сербскую в 1862 году. Он принял участие в сербско-турецкой войне (1876—1877), в которой командовал Княжевацкой армией. Был произведен в полковники и принял командование 4-м корпусом, который участвовал в битве под Шуматовацем.
Во второй сербско-турецкой войне (1877—1878) командовал Тимочским корпусом, с которым 12 (24) декабря 1877 года занял село Бела Паланка, а через четыре дня Пирот.
В 1881—1885 годах он был послом в Санкт-Петербурге, затем командующим регулярной армией и её министром в 1886—1887 годы.

## Детство, ранняя карьера, личная жизнь

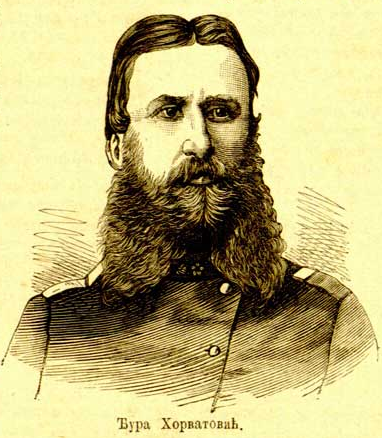
Командир баньского полка Д.Хорватович

Джура Хорватович родился в Среме в семье офицера, чьи предки проживали в Герцеговине. Поскольку его отец был граничаром и не был в состоянии обеспечить ему хорошее образование, он отправил Джуру в военную академию, которая являлась бесплатной для детей офицеров.
После завершения академии, он вступил в царскую армию, в которой через некоторое время он был повышен до лейтенанта.
Под руководством Ильи Гарашанина и вступившего на престол князя Михаила, правительство Княжества Сербия прибегло к плану, чтобы решить проблему недостатка квалифицированных офицеров, что было актуальной проблемой для Сербии в тот период. Также план подразумевал привлечение граничаров в Сербию из Австрийской империи. Однако эти принципы по переводу граничаров в сербскую армию стали применяться только после кризиса, вызванного турецкими бомбардировками Белграда в 1862 году.
В ноябре того же года Хорватович, по личной инициативе, подал в отставку и переехал в Сербию, где по приказу князя Михаила был назначен капитаном во главе легиона добровольцев в Валево. Кроме того, Джура некоторое время служил при князе, видевшем в нём незаурядного военного, адъютантом.
Когда в 1867 году по всему району мобилизовали войска, Хорватович был назначен капитаном первого класса в Княжеваце.
После этого, по указу правительства был отправлен в Ягодину.
Хорватович служил в различных районах Сербии, как командующий бригадой в звании майора. Позже он служил в Княжеваце, Ягодине и Неготине в звании подполковника.

## Первая сербско-турецкая война

### Наступление на Бабина Главу

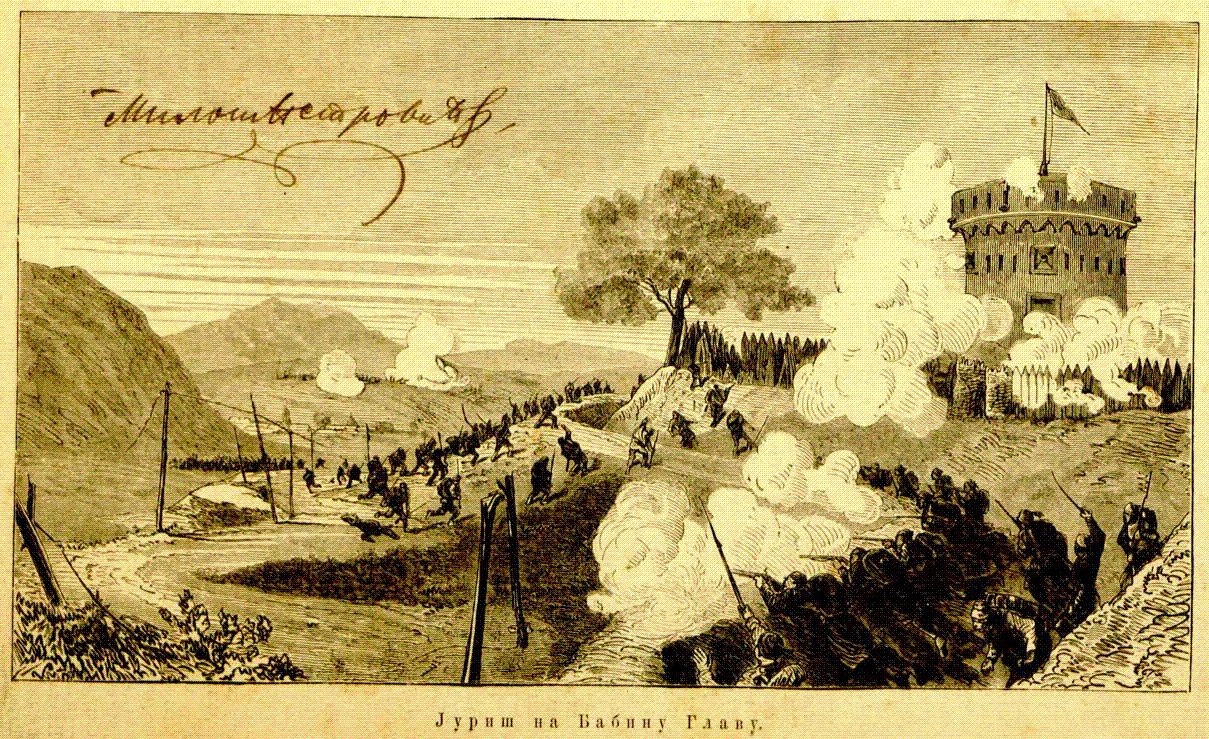
Битва на Бабина Глава

В мае 1876 года военный совет Сербии под руководством генерала Франтишека Заха разработал план войны. Исходя из него, планировалось ударить по вражеским силам, которые были расположены в долине Моравы. Армия Сербии состояла из четырёх армий, одна из которых, Моравская, под предводительством Черняева, двинулась в направлении Бела Паланки, Пирота, Прокуплье и Куршумлии. Эта армия до начала операции была разделена на четыре колонны и две вспомогательные группы (Княжевацкий отряд и отряд Янкового ущелья).
После начала войны, генерал Черняев приказал наступать по левому флангу, где у сербов имелось 8 княжевацких батальонов, 1 эскадрон и 8 тяжёлых четырёх-фунтовых пушек, и под командованием подполковника Хорватовича захватили турецкие укрепления на Бабиной Главе, открыв путь на Пирот. 19 июня (1 июля) 1876 года сербские войска перешли границу, а на следующее утро в 8 часов утра началось наступление. Однако, земляные укрепления, построенные к юго-востоку от видинского пути, были хорошо защищены, и борьба продолжалась до 11 часов без каких-либо результатов.
Однако, в связи с потерями в первый день битвы (20 июня (2 июля) 1876 года), было очевидно, что армия не в состоянии добиться основных стратегических целей — захватить Ниш, Прокуплье и достичь позиций в Алексинаце. Только Княжевацкий отряд во главе с Джуро Хорватовичем и отряд Янкового ущелья под командованием капитана Стевана Бинички выполняли свои задачи должным образом.
Ситуация изменилась, когда на поле боя прибыл полковник Бекер с батареей из колонны генерала Черняева. Сербская артиллерия заставила замолчать турецкие орудия, а один княжевацкий батальон 22 июня (4 июля) 1876 года, около 2 часов, занял окопы.
Черняев, видя в Хорватовиче неплохого командира выдвинул его кандидатура в полковники, что его светлость [Князь Милан Обренович] одобрил. С того момента Хорватович стал более значимым в его совете.
Однако эти успехи не имели должной поддержки на других флангах. Усталое войско только на следующий день начало марш в направлении Бела Паланки и Пирота, но их захват не состоялся, и они все ещё оставались в руках врага. В то же время прибыли неблагоприятные новости с Центрального фронта, что заставило Хорватовича отозвать армию. 19 июля 1876 года (2 июля 1876) сербы столкнулись под Пандиралой с главными турецкими силами, которые двигались на Пирот.

### Оборона Княжеваца

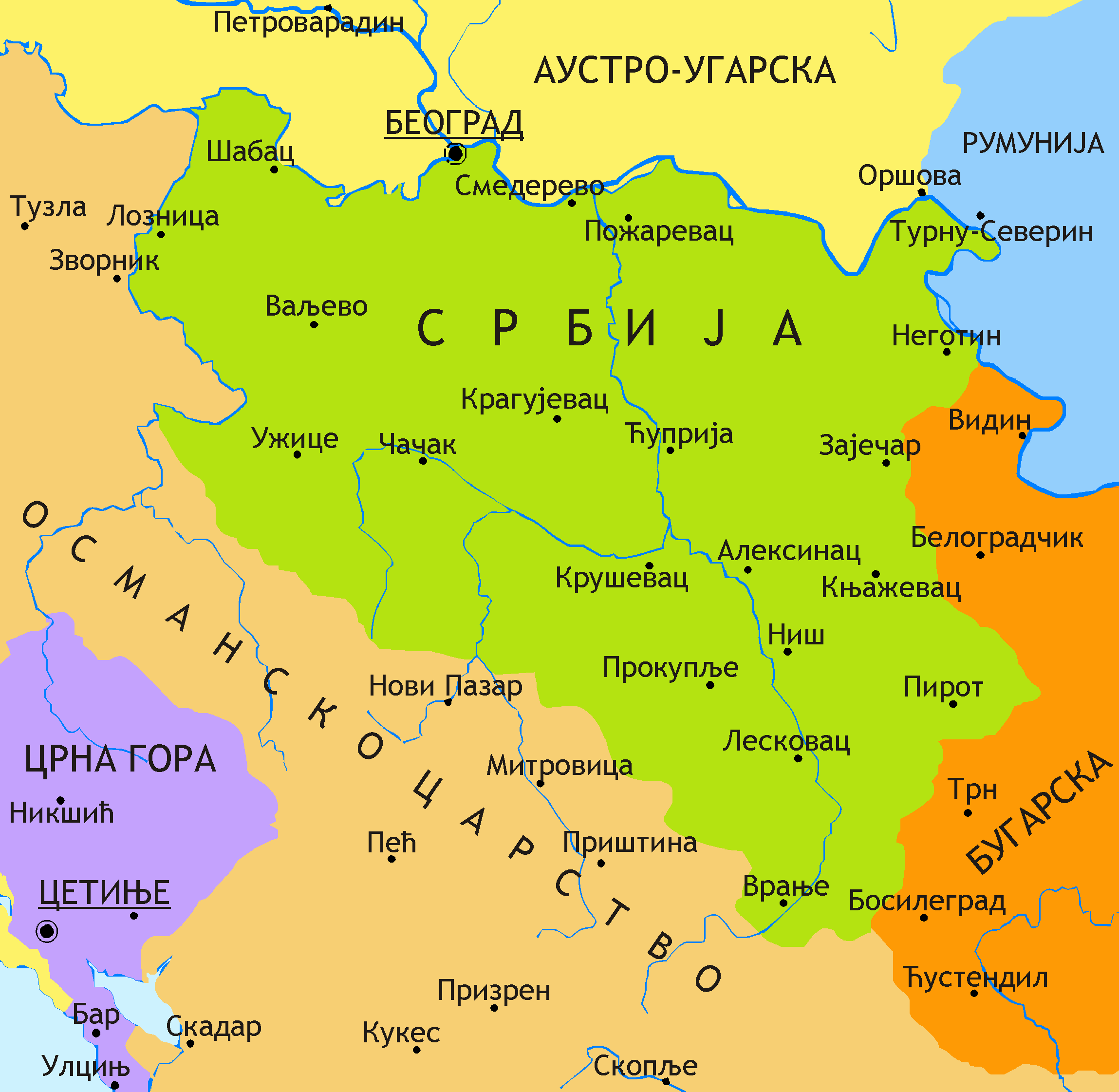
Карта Сербии в 1878, где можно увидеть Княжевац

Сразу же после битвы при Великом Изворе, после которой сербы, перешли от наступления к обороне, турки 2 июля 1876 года (10 июля 1876) перешли Тимок и начали контрнаступление. Турецкие силы состояли из 43 батальона пеших войск, 12 батарей, 4 кавалерийских полков и 4000 башибузук и черкесов. Они продвигались в направлении Княжеваца и Тресибабы.

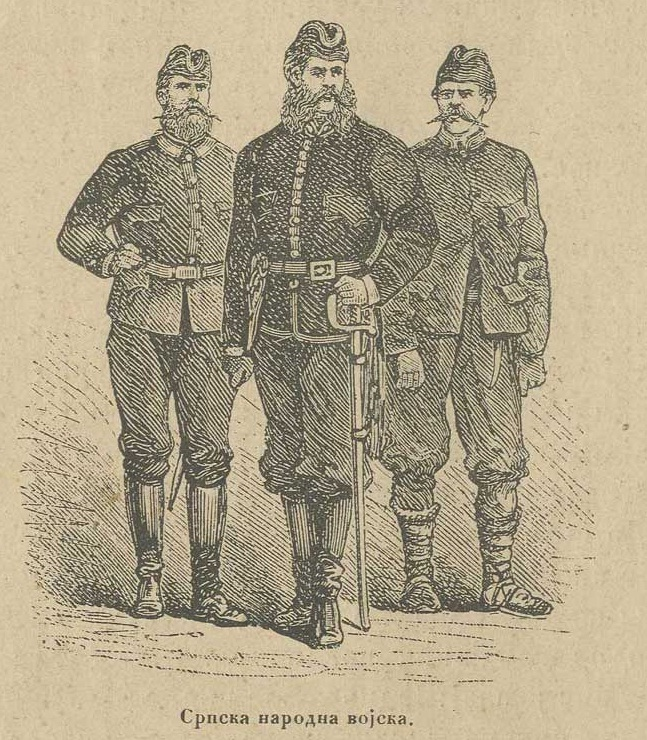
Сербское народное войско

Хорватович дал распоряжение своим войскам встать на оборону Тресибабы. На правом крыле командовал капитан Григорий Франьич с 6 княжевацкими батальонами и добровольцами, а на левом пять пожаревацких батальонов с четырьмя легкими и двумя тяжелыми орудиями, которыми командовал подполковник Лаза Йованович. Лично командовал войсками, которые были в центре: 2 княжевацких батальона с шестью тяжёлыми и четырьмя лёгкими орудиями.

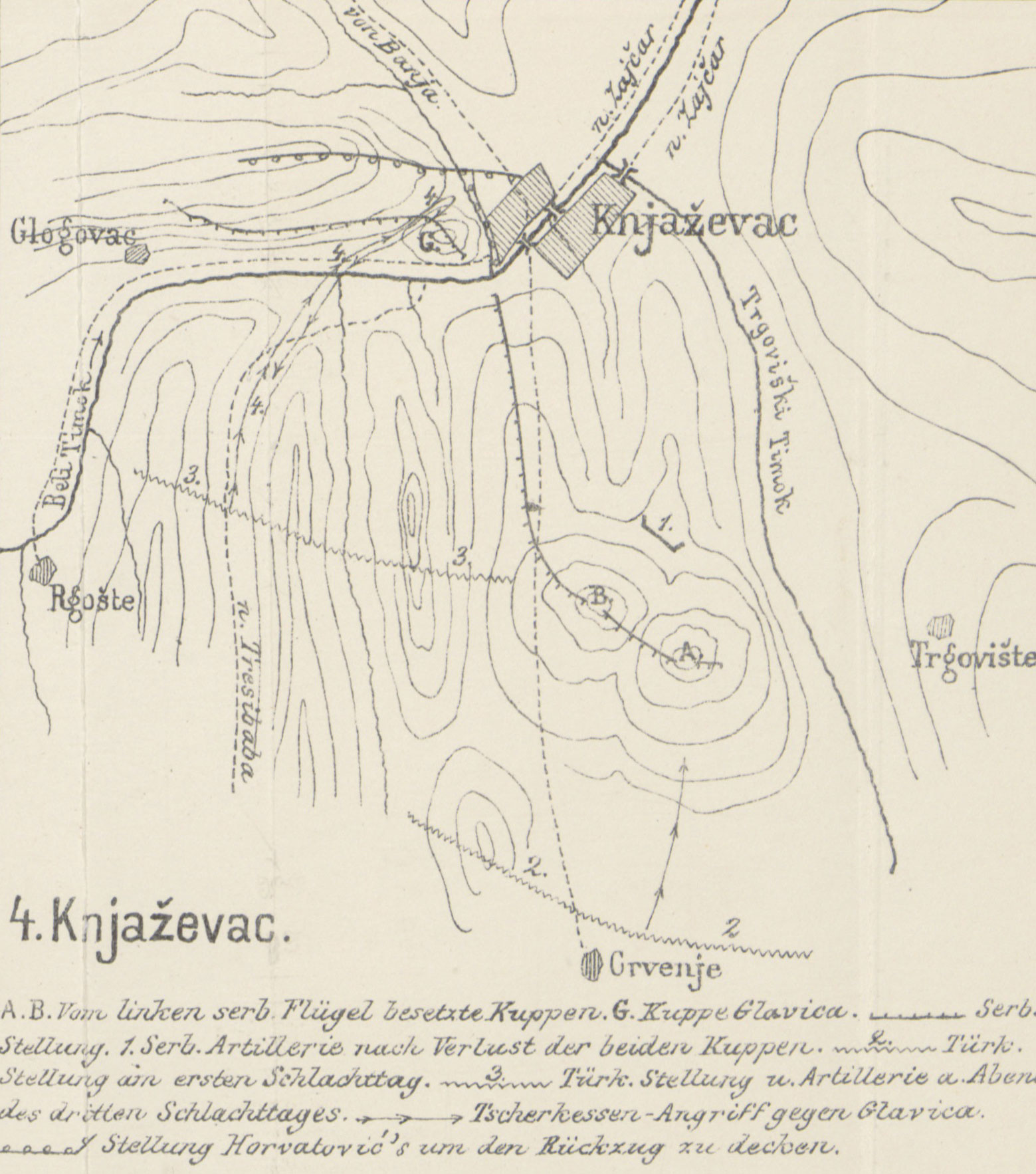
Карта сражения

#### Ход битвы
1 августа 1876 года (19 июля 1876), в 9 утра, турки начали нападение на Тресибабу. После часа борьбы, сербские войска терпели серьёзные потери, правый фланг был почти разбит, Хорватович отправил на него два батальона из резерва, а на центр перебросил два пожаревацких с левого фланга, где были слышны звуки канонады. Около 11 часов Хорватович отправил два тяжёлых орудия на поддержку правого фланга, на котором шла беспрерывная борьба до 3 часов дня. Около 2 часов турки напали на левый фланг так, что сербские орудия были бесполезны, а продолжать борьбу стали ружейным огнём. В этот день потери сербской стороны составили 124 мёртвыми и 376 ранеными.
Турецкие потери составили 50 мёртвыми и 180 ранеными.
Хорватович вечером того же дня отдал распоряжение, чтобы прибыло подкрепление под командованием капитана Александра Протича. Он прибыл с 4 батальонами из Браничево и с 4 тяжёлыми орудиями. Так как враг прекратил наступление, сербские войска начали укреплять фланги и центр и сменили расположение войск и командование.
Левым флангом командовал капитан Александр Протич. Правым флангом командовал М. Динич с княжевацкой бригадой первого класса и легкой батареей. В резерве был капитан Франьич с княжевацкой бригадой первого класса и с тяжёлой батареей. Центром командовал лейтенант Лаза Йованович с пожаревацкой бригадой и лёгкой батареей.
2 августа 1876 года (20 июля 1876) не было боевых действий. В тот же день прибыли основные силы под командованием Аксентия Яковлевича с тремя батальонами из Крагуеваца и двумя тяжелыми орудиями. Весь день войска охраняли новые позиции для того, чтобы приготовиться дать врагу серьёзный отпор. В тот же день Хорватовичу телеграфировал о ситуации на фронте:
Я желаю вам большего успеха, но то, что у меня — дело пропащее.Джура Хорватович
Турки отдыхали не один, а три полных дня, во время которых они ожидали прибытия подкрепление (15.000 человек).
Тем не менее, баланс сил более или менее остался неизменным (5:1 в пользу Турции), при том, что турки получили новые подкрепления — дивизии Сулейман-паши.
Вместо того, чтобы поддержать Хорватовича свежими силами, с которыми Княжевац мог бы выстоять, в главном штабе было принято решение перейти в наступление на обоих берегах реки Моравы к Нишу. А незадолго до падения Княжеваца члены главного штаба приняли решение организовать диверсионные и партизанские миссии в районе монастыря Святого Архангела, чтобы получить возможность зайти в тыл солдатам Эйюб-паши. На практике это было неосуществимо.
3 августа 1876 года (21 июля 1876) в 10 часов утра турки всеми силами нанесли удар по центральной линии сербской обороны Княжеваца. В ответ вскоре был открым мощный артиллерийский и оружейный огонь, который продолжалась до ночи, однако, не принёсший результатов.
С того момента правый фланг сербской армии не подвергался новым атакам, и один из его батальонов был передислоцирован на центр.
Однако, как оказалось, атака по-центру была отвлекающим манёвром.
4 августа 1876 года (22 июля 1876) в 13 часов турки нанесли удар 12 батальонами по левому флангу, вынудив сербов изменить артиллерийские позиции, перейдя на высоту Йовик. Бой продолжался до ночи, в результате чего с обеих сторон войска остались на позиции, но бой прекратился из-за мрака. В ту ночь Хорватович отдал приказ А. Йовановичу, чтобы перейти к левому крылу, чтобы там было пять батальонов (3 Крагуевацких, 1 Княжевацкий и 1 Пожаревацкий), с тяжёлой батареей.
В ту же ночь, с 4 на 5 августа 1876 года (23 июля 1876) Хорватович получил сообщение от генерала Черняева, в котором тот обязывался привести максимальное число пеших и значительное количество артиллерии для атаки на турок, чтобы прогнать их обратно.
Новости сразу были переданы всей армии, вызывая бесконечное счастье, описанное одним из свидетелей, чьи слова записал Владан Джорджевич, также участник в событиях войны в качестве главы медицинской службы:
Солдаты, которые уже были слабы и физически, и морально, после шестидневной отчаянной борьбы, в настоящее время как будто переродились, забыли о ранах, и с энтузиазмом будут завтра сражаться до последней капли крови ... Энтузиазм в армии возник, когда стало известно о новостях, из генеральской депеши, настолько великих, что сам полковник Хорватович решил напасть на турок[в ночь с 4 на 5 августа], завтра, не дожидаясь атаки врага, но он приказал нашей армии выдвинуться вперед, чтобы напасть по всей линии боёв
5 августа 1876 года (23 июля 1876) В 8 ½ часов утра вся Княжевацкая армия напала на турок по всем позициям и была в состоянии откинуть вражескую армию назад. Сербское левое крыло пробились вперёд, чтобы заставить замолчать турецкую артиллерию, а другие крылья могли взять на двух своих позициях вражеские окопы. В центре сербское войско прогнало врага из леса и заняло первые высоты на пути к Тресибабе. Правое крыло тоже достигло успехов. Враг был сначала подавлен, но после полутора часов борьбы воодушевлённое настроение добровольцев закончилось и они начали отступать. Их бегство потрясло и регулярную армию крыльев. В конце с центр и отступил на утренние позиции.

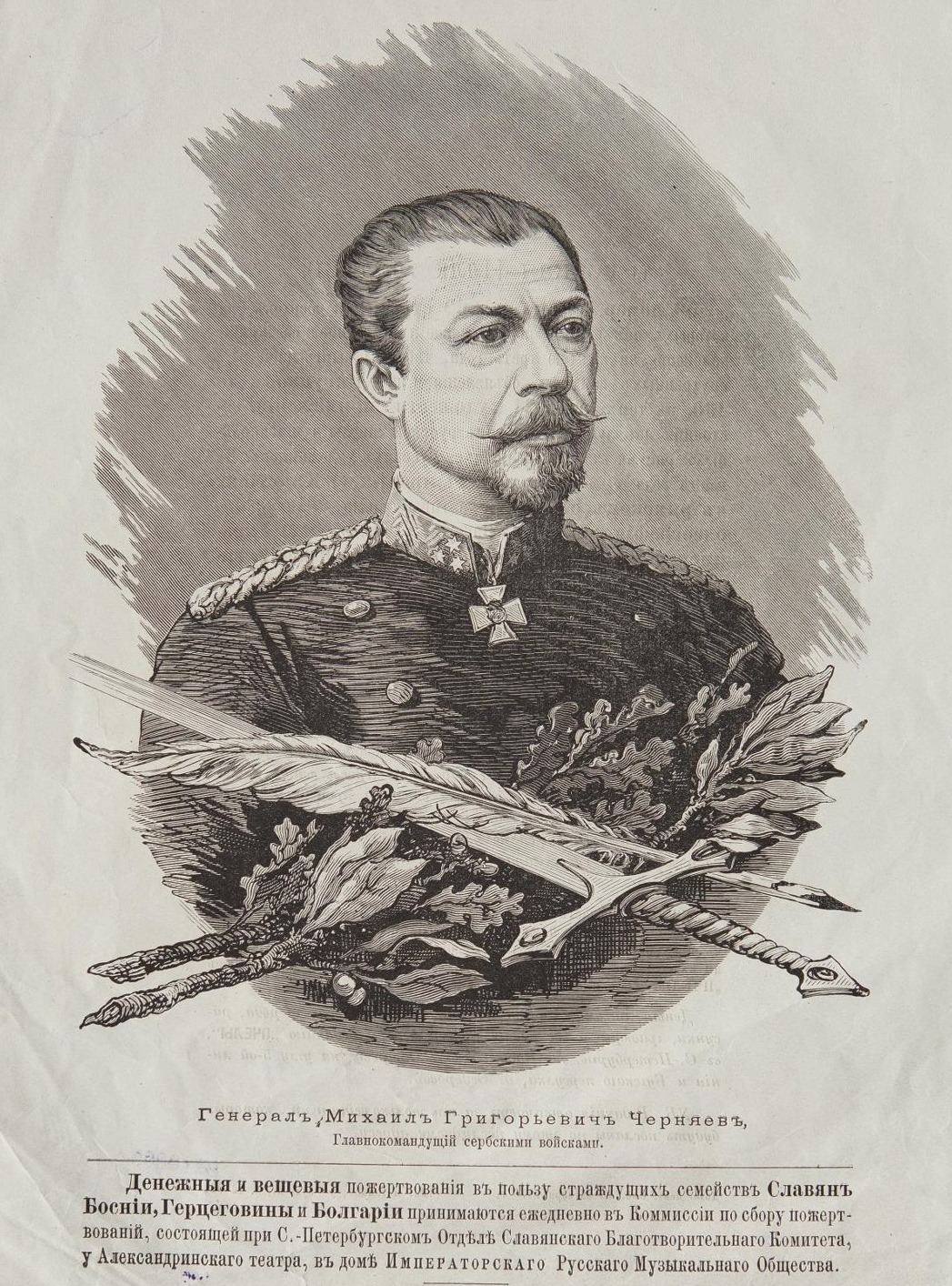
Черняев Михаил Григорьевич

В то же время, турки перегруппировались и ударили с 8-9 батальонами, чтобы проникнуть в центр сербских позиций и завладеть дорогами на Княжевац, но так как им это не удалось, они напали на правое крыло сербской армии. Правое крыло, впервые с 3 августа подверглось атаке, причём всей турецкой артиллерии, а пехоте турок удалось занять высоту Главица. Видя, положение в этой части, Хорватович немедленно отделил от левого крыла три тяжёлых орудия и послал их туда, чтобы восстановить потерянную высоту. Однако, это было фантастикой, потому что солдаты были потрясены и измотаны, а он сам чувствовал что подвёл армию: тёмное время суток, а об обещанной армии Черняева ни слухом, ни духом.

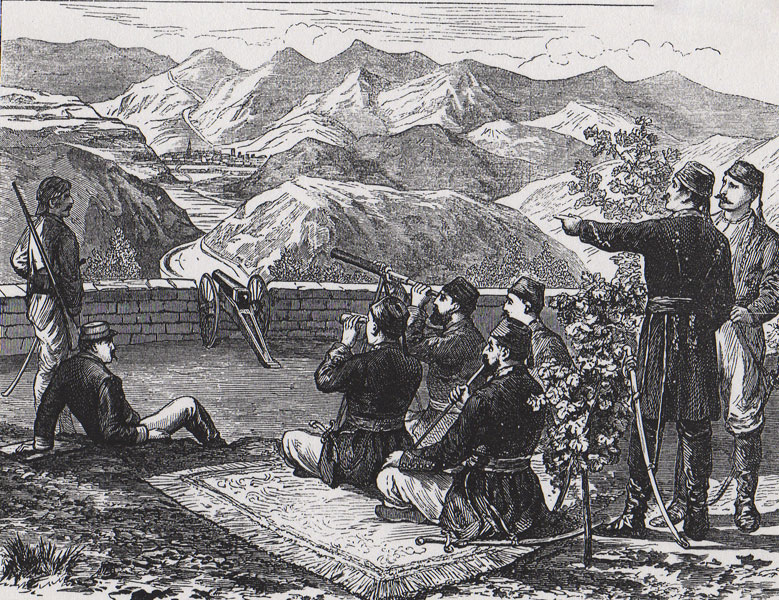
Ахмед-паша смотрит на стены Княжеваца

Воспользовавшись темнотой, турки тайком пробрались к сербской заставе и внезапно напали на сербов, которые так растерялись, что вся сербская армия, оказалась вне боевой дисциплины. Несмотря на ситуацию, Хорватович оказался выше своего положения. Он лично возглавил один пожаревацкий батальон и повёл его на Главицу. Он дал приказ другим войскам из города собраться перед входом в Княжевац.

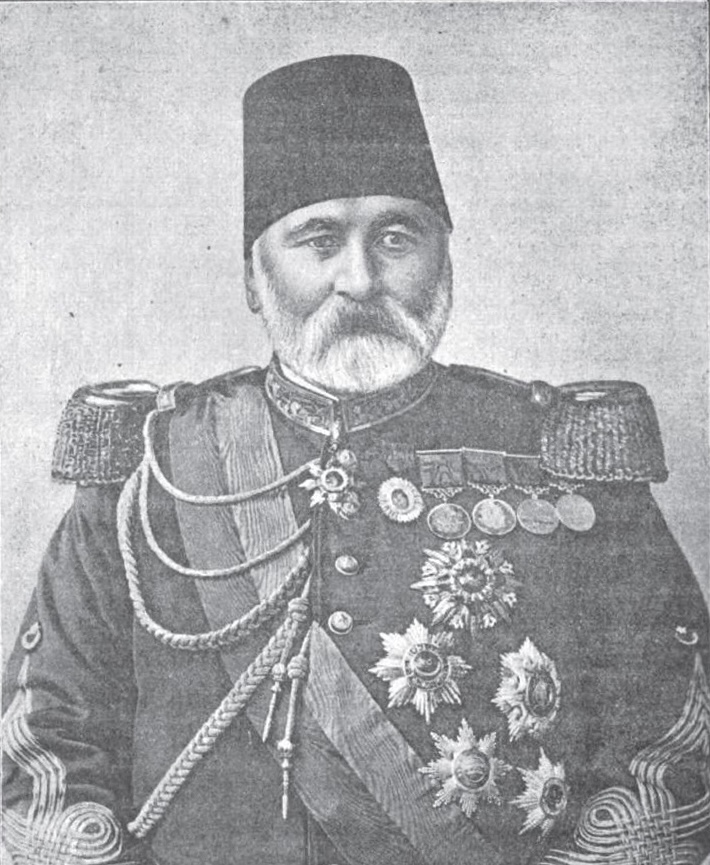
Ахмед Ейуб-паша

Несмотря на все усилия, город не мог продолжать держаться. Войска были истощены до крайности, центр полностью разрушен, враг был в 1500 шагах от дороги по которой было возможно отступление к Банье.
Не было выхода, и Хорватовичу пришлось прийти к решению о капитуляции, поэтому он был выпущен в 23 часа для того, чтобы объявить туркам об этом, и получить разрешение на общий вывод. После полуночи Княжевац был полностью эвакуирован.
Слова вышеупомянутого очевидца, записанные Владаном Джорджевичем дают следующее мнение об обороне Княжеваца:
Я думаю, что я бы не преувеличил, если бы сказал, что оборона Княжеваца — одна из самых ярких битв в этой войне. Армия оборонялась с большим количеством жертв; горожане и ремесленники стали бойцами, пожилые люди которые были освобождены от службы по старости лет просто добровольно вливались в ряды своей армии, в резервы, никто не отлынивал, даже при том, что в последние дни не было еды, но каждый из них просто хотел больше боеприпасов. Каждый из сербов в этой борьбе должен был бороться с 6-8 турками, каждый пятый защитник был в жалком состоянии, убит или ранен, и кроме всего этого, в мы устроили всеобщую вылазку и частично подавили ряды врага, надеясь на армию Черняева. Как бы низко это не было, каждый публично ворчал о его предательстве...

### Битва под Шуматовацем
После тяжёлых боев полковник Хорватович уехал из Княжеваца, что сулило проблемы войскам сербов в Заечаре.
Княжевацкие войска под командованием Хорватича отозвали в сторону Алексинаца, а заечарские к Больевацу.
Однако, после того как Заечар пал, сербские войска перегруппировались, что привело к слиянию Тимочской и Моравской армии под единым командованием генерала Черняева. Кроме того, турки прибегли к перегруппировке своей армии, что привело к затишью, длившемуся несколько дней.
В Белграде, в эти дни рассматривалось предложение крупных держав посреднического перемирия и мира с Турцией. Позже Моравско-Тимочской армии пришло письмо с изложением позиции на правом берегу Южной Моравы, где было сильное турецкое нападение. Сербская армия была сосредоточена на позицию Делиград-Алексинац, по повеление Черняева: левое крыло около Баньи и Клисуры под командованием Хорватовича, правое под командованием Лазара Чолак-Антича, который защищал проход в крушевацкую долину. На установленных позициях, они сопротивлялись в течение трех дней (19 августа (1 сентября) — 23 августа (4 сентября) 1876 года турецким налетам.
Турки были во главе с маршалом Ахмед Ейуб-пашой. На преображение, они ударили по левому крылу сербской армии. Борьба затянулась на целый день, но без особого успеха для турок.
На следующий день они снова попытались захватить правый берег Моравы мастер Левые, но столкнулись с ожесточённым сопротивлением и потеряли 1.100 человек.
23 августа (4 сентября) 1876 года, турки ещё раз ударили по сербским позициям, сначала на Пруговац, который захватили только на второй день после отчаянной борьбы, а затем Шуматовац.
Внезапное нападение сербской армии вынудило турок уйти за Катунские холмы. Турки потеряли 1.500 человек после сербской атаки.
В тот же день, отряд Хорватича из леса и с высот пошёл на Рсавцу. Как сообщил В. Джорджевич, очевидец событий:
Кто бы что ни говорил на совете, многие из штабных удивились перелому ...В. Джорджевич

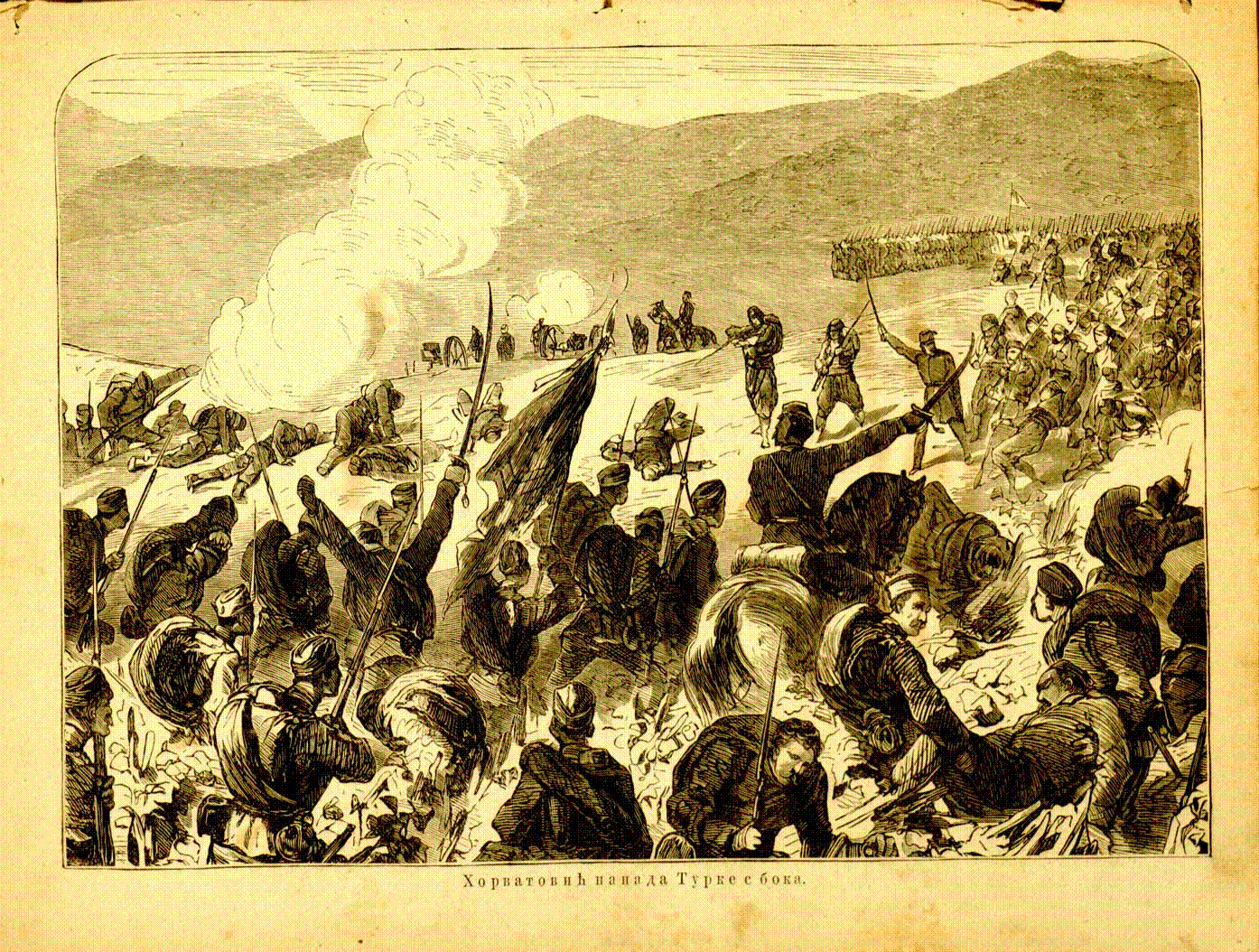
Хорватович со своим отрядом нападает сбоку на турок

До 23 августа войска Хорватича отдыхали в Княжевацком ущелье. Услышав новость, что турки отступили из Княжеваца, полковник Хорватович предложил генералу Черняеву вернуть Княжевацкие районы и там развернуть свои войска.
После этого жестокого боя Черняев начал наступление, напав на рассвете 28 августа (9 сентября) 1876 года на турецкие силы между Добруевацем и Катуном. Только объединившись с Али-Саибом, Ейуб-паша смог остановить Черняева. Начался самый тяжёлый бой за время войны. Ейуб-паша считал, что никакой угрозы со стороны Княжеваца нет. Однако смелый и опытный Хорватович, оказавшийся у Рсавцы, напал сбоку, взбудоражив турок и зажав их между двух огней: его и Черняева. В незавидной позиции Ейуб-паша пришёл к выводу, что лучше уйти на левый берег реки.
В шестидневной битве сербы и русские имели мёртвыми 9 офицеров, 371 воина и 38 офицеров и 1.195 воинов ранеными. Турки имели очень тяжёлые потери.
В сражении при Джунисе 29 октября 1876 года командовал правым сербским крылом, отступление которого в начале битвы позволило туркам перебросить подкрепления на направление главного удара, в центр, и выиграть сражение.

## 1880-е — 1890-е
В 1881—1885 годах Джура (в российских источниках — Юра) Хорватович был посланником в Санкт-Петербурге, затем командующим регулярной армией и её министром в 1886—1887 годы.
Скончался в Белграде 28 февраля (12 марта) 1895 года, похоронен на Новом кладбище.